# Гусаки (Полтавський район)
Гусаки́ — село в Україні, у Зіньківській міській громаді Полтавського району Полтавської області. Населення становить 39 осіб. До 2019 орган місцевого самоврядування — Зіньківська міська рада.

## Географія
Село Гусаки розміщене на правому березі річки Грунь, вище за течією примикає село Хмарівка, нижче за течією на відстані 1,5 км розташоване село Пилипенки, на протилежному березі — село Проценки. За 4 км розташоване місто Зіньків.

## Населення

### Мова
Розподіл населення за рідною мовою за даними перепису 2001 року:
| Мова       | Кількість | Відсоток |
| ---------- | --------- | -------- |
| українська | 37        | 94.87%   |
| російська  | 2         | 5.13%    |
| Усього     | 39        | 100%     |

## Історія
У Національній книзі пам'яті жертв Голодомору 1932—1933 років в Україні перелічено 8 жителів села, що загинули від голоду.
12 червня 2020 року, відповідно до розпорядження Кабінету Міністрів України № 721-р «Про визначення адміністративних центрів та затвердження територій територіальних громад Полтавської області», село увійшло до складу Зіньківської міської громади.
19 липня 2020 року, в результаті адміністративно - територіальної реформи та ліквідації Зіньківського району, село увійшло до складу новоутвореного Полтавського району Полтавської області.